# Limoges-Isle (tổng)
Tổng Limoges-Isle là một tổng của Pháp tọa lạc tại tỉnh Haute-Vienne trong vùng Nouvelle-Aquitaine của Pháp.

## Hành chính
| Giai đoạn | Ủy viên        | Đảng | Tư cách        |
| --------- | -------------- | ---- | -------------- |
| 1992-1998 | Marcel Faucher | PS   |                |
| 1998-2004 | Marcel Faucher | PS   |                |
| 2004-2011 | Marcel Faucher | PS   | Thị trưởngIsle |

## Phân chia đơn vị hành chính
| Xã      | Dân số      | Mã bưu chính | Mã insee |
| ------- | ----------- | ------------ | -------- |
| Isle    | 7 691       | 87170        | 87075    |
| Limoges | 133 968 (1) | 87280        | 87085    |

(1) một phần của xã.